# Крутцы (Воротынский район)
Крутцы — деревня в Воротынском районе Нижегородской области. Входит в состав Огнёв-Майданского сельсовета.

## Географическое положение
Деревня находится на левобережье реки Урга, на расстоянии 1,5 км к югу от деревни Покровка, 5 км к юго-востоку от села Покров-Майдан, центра сельсовета и 16 км от Воротынца, административного центра района.

## Население
| 2002 | 2010 |
| ---- | ---- |
| 15   | ↗17  |

## Улицы
В деревне имеется одна улица: Крутцы. 